# Gustave Serrurier-Bovy
Gustave Serrurier-Bovy (Lieja, 27 de julio de 1858-ibídem, 19 de noviembre de 1910) fue un arquitecto, decorador de interiores y diseñador de muebles belga, exponente del estilo Art Nouveau.

## Biografía
En 1884 visitó el Reino Unido, donde recibió la influencia del estilo Arts & Crafts. Posteriormente evolucionó a un estilo más personal y, en 1894, afirmó que había purgado sus diseños «de toda reminiscencia de estilos pasados o ingleses». En 1903 fundó con René Dulong la sociedad Serrurier et Cie. Su estilo era más sencillo y menos escultórico que el de su compatriota Victor Horta. Influyó en la obra de Henry Van de Velde.